# Lexus LC
La Lexus LC (in giapponese:レクサス· LC, Rekusasu LC) è una gran turismo prodotta dalla casa automobilistica giapponese Lexus dal 2016.

## Contesto e sviluppo
Essa si basa sul concept della LF-LC, progettato dalla divisione Toyota Calty Design Research a Newport Beach, in California. È stata sviluppata nell'ambito del programma con nome in codice "950A" tra il 2011 e il 2016; il lavoro di progettazione è stato trasferito dal Calty al Centro Tecnico Toyota di Aichi, in Giappone dal gennaio 2013.

## Versioni

### Coupe LC 500
La coupé LC 500 è stata presentata nel gennaio 2016 al salone di Detroit. Utilizza lo stesso motore 2UR-GSE da 5 litri con architettura V8 delle Lexus RC F e GS F, erogante qui 351 kW (471 CV) di potenza grazie a un migliore sistema di aspirazione e di scarico. Inoltre la trasmissione è abbinata a un nuovo cambio automatico a 10 velocità.

### Hybrid LC 500h
La LC 500h è stata annunciata nel mese di gennaio 2016 e le specifiche complete sono state pubblicate nel mese di febbraio 2016. È dotata di un motore da 3,5 litri con architettura V6, abbinato a un sistema ibrido con motore elettrico alimentato da batterie agli ioni di litio, per una potenza combinata di 264 kW (354 CV).